# Richard de Wallingford
Richard de Wallingford (Wallingford, 1292 – Saint Albans, 1336) fou un monjo anglès del priorat benedictí de Sant Albà i un eminent astrònom i matemàtic del seu temps que va dissenyar un complex rellotge astronòmic i altres aparells únics.

## Biografia
Richard va néixer el 1292 a Wallingford una ciutat, que en aquell temps formava part del comtat de Berkshire, a Anglaterra. Sembla que era orfe de mare i quan el seu pare, que era ferrer, va morir, ell encara era un noi i se'n va fer càrrec William de Kirkeby, el prior del monestir de la Sagrada Trinitat que hi havia a Wallingford. Allà va passar 6 anys estudiant i va ingressar com a monjo a l'abadia de Sant Albà, a Hertfordshire. Després de prendre els hàbits, va continuar estudiant en el col·legi que aquesta comunitat tenia a Oxford durant més de 9 anys. El 1327 va ser nomenat abat del seu monestir.
Richard de Wallingford va dissenyar un rellotge astronòmic mentre era abat, el qual va descriure en una obra titulada Tractatus Horologii Astronomici (1327). Aquest rellotge va ser acabat uns vint anys després de la seva mort, per William de Walsham però sembla que va acabar destruït durant l'aplicació de dissolució dels monestirs decretada per Enric VIII, quan el 1539 el monestir de Sant Albà i els que n'eren dependents van tancar. Gairebé amb certesa es tractava del mecanisme de rellotgeria mes complex de la seva època. L'únic rellotge de comparable complexitat que estigui documentat en el segle xiv era el de Giovanni de Dondi. No tan sols marcava les hores i els minuts del dia, sinó també la pujada i la baixada de la marea, i els moviments del sol i de la lluna. Basats en la descripció que ell mateix va fer, alguns estudiosos del segle xx van provar de construir una rèplica. La més coneguda d'aquestes rèpliques és la que va fer Haward Horological, que va estar exposada durant anys al Museu del Temps (Time Museum), ara tancat, a Rockford, Illinois (EUA); una altra rèplica la va fer Eric Watson i està en el museu de Wallingford (Anglaterra), i una altra feta el 1988 està a la catedral de Sant Albà.

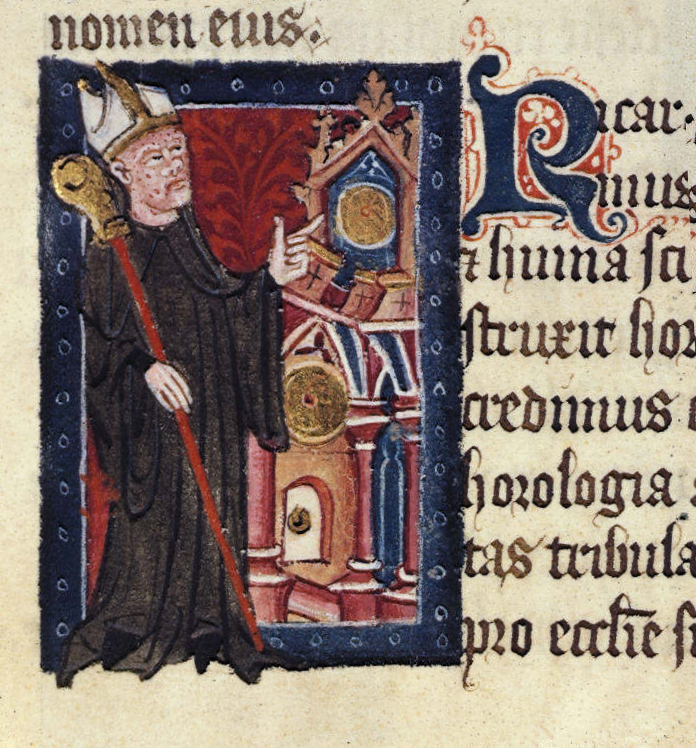
Richard assenyalant un rellotge, amb la cara desfigurada potser per la lepra.

Richard també va dissenyar aparells per fer càlculs: un torquetum, un rectangulus, i un equatorium que ell va anomenar Albion en homenatge al sant patró. Aquests aparells es feien servir per fer càlculs astronòmics amb relació a la posició de la lluna, el sol i predir eclipses. El seu funcionament està descrit en el Tractatus Albionis.
A més va ser l'autor de tractats sobre trigonometria, les coordenades celestes i sobre teologia.
Richard patia una malaltia, que alguns identifiquen amb la lepra i altres amb l'escròfula, que sembla que va contraure durant el dur viatge que va fer a Avinyó per ser confirmat pel papa en el seu càrrec d'abat. Va morir a l'abadia de Sant Albà l'any 1336.

## Elrectangulus
Insatisfet amb les limitacions dels astrolabis existents, Richard va ideal el rectangulus com a instrument de la trigonometria esfèrica per mesurar angles entre planetes i altres cossos celestes. En certa manera es pot dir que és una variació del torquetum, amb una sèrie d'escales incloses l'una dins de l'altra de manera que les mesures de l'azimut i l'elevació podien obtenir-se directament mitjançant les coordenades polars, amb relació a l'eclíptica. La conversió d'aquestes coordenades era complicada difícil, fins i tot per al millor matemàtic del moment, però amb el rectangulus tot quedava simplificat, ja que en lloc de emprar mesures angulars es podia resoldre amb una simple gràfica cartesiana.
El rectangulus estava fet amb un peu de llautó que sostenia diverses escales lineals que engranaven entre elles. En el braç superior hi havia una agulla que indicava la correspondència quan s'observava un cos celeste a través del foradet de l'agulla. Uns fils de plomada descendien de les escales anteriors s'encreuaven amb escales lineals marcades en un regle horitzontal a sota. Això permetia llegir les mesures no en angles sinó com a relacions trigonomètriques.
Per celebrar el 600 aniversari de la creació del rectangulus, el 1926 se'n va contrur una rèplica que actualment està al Museu d'Història de la Ciència d'Oxford.

## L'equatorium
Richard no va ser el creador de l'equatorium, del qual ja hi ha notícies en el Libro del saber de astronomía de l'escola de traductors de Toledo, i sembla que era un invent dels antics grecs, però el monjo benedictí en va construir un de molt complex. L'objectiu d'un equatorium era localitzar la posició del sol, la lluna simplificant els càlculs, emprant un model geomètric. Consistia en diversos discos rotatoris que mostraven la trajectòria del sol i la lluna; aquests discs es movien manualment i ajudaven a predir els eclipsis.